# Musée national de la maladie de Hansen

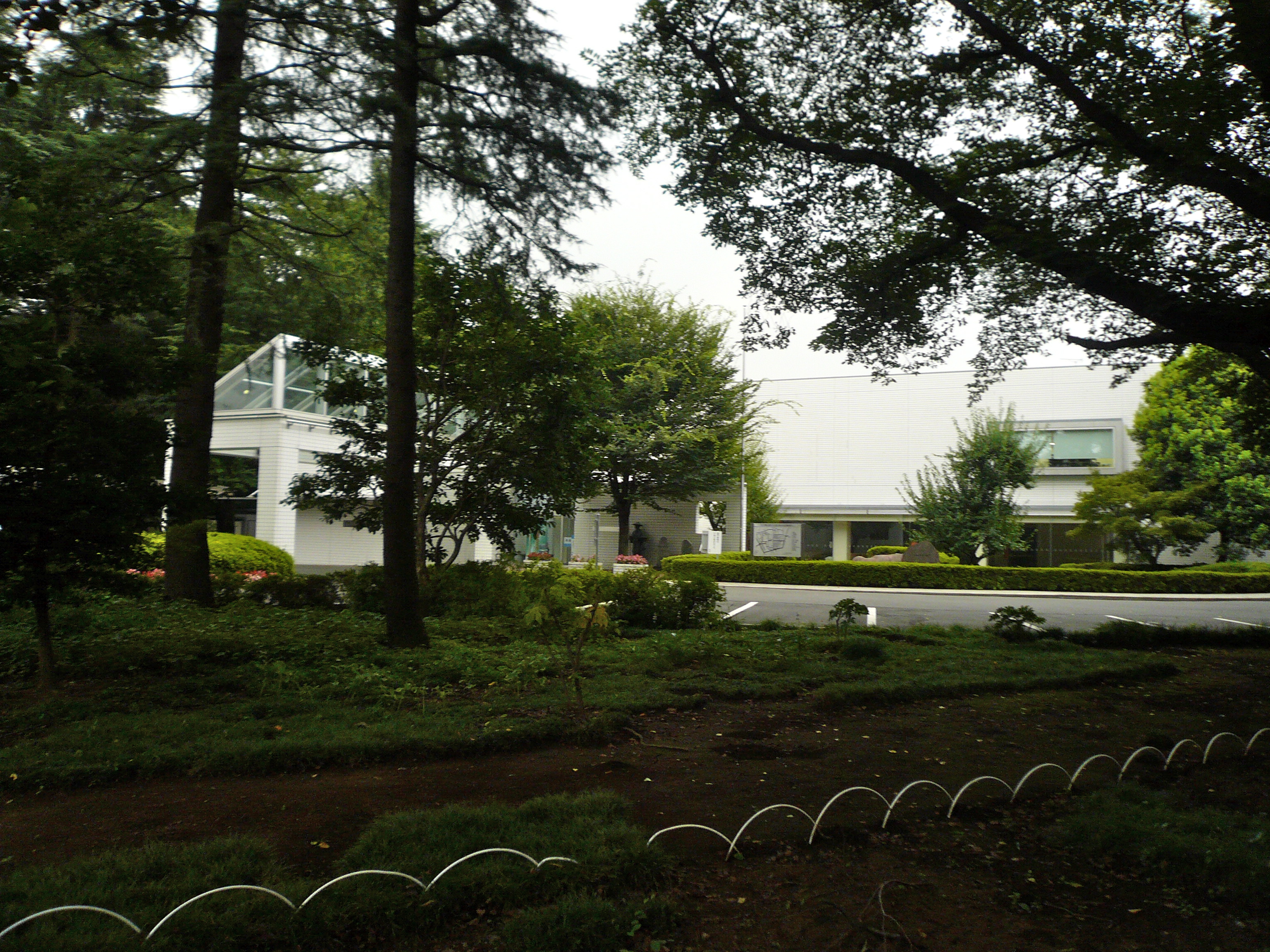
Entrée principale du musée de la lèpre

Le musée national de la maladie de Hansen (国立ハンセン病資料館, Kokuritsu Hansen-byō Shiryōkan) se trouve dans la ville de Higashimurayama, préfecture de Tokyo au Japon. Il est consacré à l'information sur la maladie de Hansen (lèpre) et vise à éliminer les traitements discriminatoires vis-à-vis des personnes atteintes de la maladie. Fondé en 1993, il porte jusqu'en 2007 le nom de « Musée Mémorial de la maladie de Hansen de Son Altesse impériale le Prince Takamatsu ».
Le but du musée, situé à côté de l'un des sanatoriums encore ouverts du Japon, est de :
- promouvoir la sensibilisation à la lèpre ;
- représenter et préserver l'histoire de la lèpre au Japon ;
- montrer ce que les personnes touchées par la lèpre ont réalisé ;
- aider à restaurer la dignité des personnes touchées par la lèpre ;
- informer de l'importance des droits de l'homme et de la nécessité de mettre fin aux préjugés et à la discrimination.

## Tama-Zenshoen

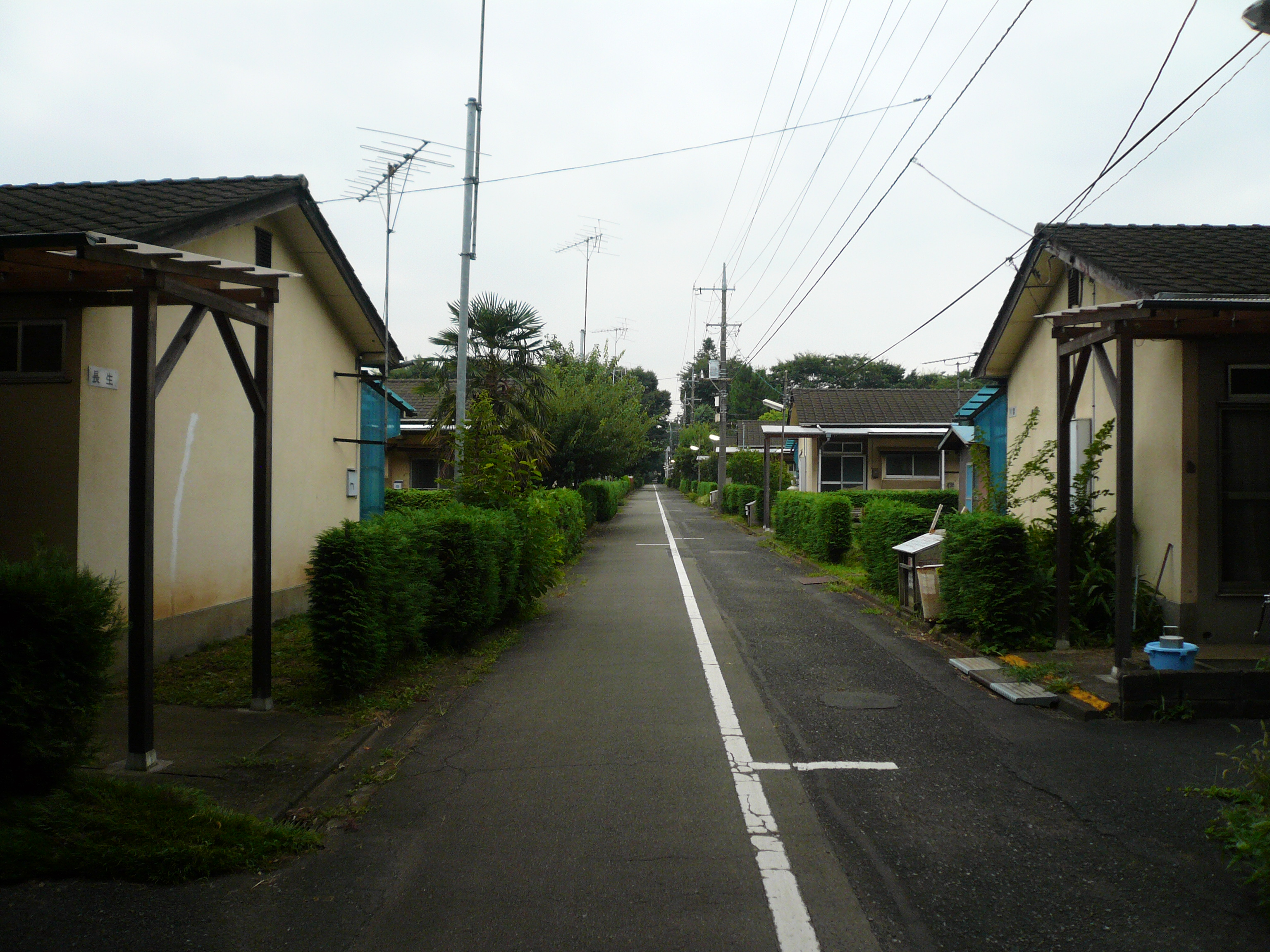
Maisons du sanatorium Tama-Zenshōen

Le musée est adjacent au sanatorium Tama Zenshōen (多摩全生園, Tama Sanatorium for Hansen's Disease), fondé en 1909 pour contraindre à l'isolement les personnes atteintes de la maladie.